# Jabbarberdi
Jabbarberdi fou kan de l'Horda d'Or. Era fill de Toktamix i germà de Kerimberdi a qui va assassinar el 1414 i va succeir, però se li va oposar un altre germà, Kibak Khan, que també es va proclamar kan. Jabbarberdi tenia el suport lituà i s'hauria acabat imposant al seu rival, però al seu torn fou apartat del tron per Edigu, que va proclamar kan a Tjekre Khan, d'ascendència incerta.
L'únic que l'esmenta és Khuandemir que diu que fou successor de Kibak Khan. No va deixar monedes.